# Sulzkogel
De Sulzkogel is een 3016 meter hoge berg in de Stubaier Alpen in het Oostenrijkse Tirol.
De berg, die is gelegen bij Kühtai in het Sellraintal, moet niet worden verward met de Hoher Sulzkogel (2907 meter) en de Niederer Sulzkogel (2796 meter, soms ook enkel Sulzkogel genoemd) in de Sulztalkam bij de Amberger Hütte bij Gries im Sulztal.
De Sulzkogel ligt bij het Speicher Finstertal en wordt omgeven door bergtoppen als de Zwölferkogel, Finstertaler Schartenkopf en Neunerkogel.
De normale route, in de winter een populaire ski route, loopt van de noordelijke rand van de Gamskogel gletsjer naar de zuidelijke kant van de top. De eerste beklimming werd gemaakt door Julius Pock en Bernhard Tütscher in 1878, die de alternatieve route koos die begint vanaf de zuidwest kant. Deze is significant moeilijker en vereist een gedegen voorbereiding en klimervaring. 